# ヴァッカーナーゲルの法則
ヴァッカーナーゲルの法則（ヴァッカーナーゲルのほうそく）とは、インド・ヨーロッパ語族の古い諸言語において、アクセントのない接語が、文中の役割と無関係に文の2番目の要素として置かれる、という法則である。スイスの言語学者であるヤーコプ・ヴァッカーナーゲルによって最初に定式化されたためにこの名がある。
インド・ヨーロッパ語族の複数の語派においてこの現象が見られるため、インド・ヨーロッパ祖語以来の特徴であると考えられている。比較言語学では音変化に関する法則は多いが、インド・ヨーロッパ語族の古い言語に語順がきわめて自由なものが多いこともあり、語順に関する法則は珍しい。

## 概要
この法則は、1892年のヴァッカーナーゲルの論文「印欧語の語順の一法則に関して」で最初に指摘された。
- Jacob Wackernagel (1892). “Über ein Gesetz der indogermanischen Wortstellung”. Indogermanische Vorschungen 1:  333-436.

この特徴は、とくにインド・イラン語派とギリシア語にはっきり見られる。この位置には複数の接語が置かれ得る。
ホメーロスなどの古いギリシア語では、不定代名詞(τις, τι)や、人称代名詞の属格(μεν, σεν)などのアクセントのない語は、本来あるべき位置から遠く離れて、文の冒頭の語の次に置かれるのが普通であった。たとえば
- οἱ γάρ μιν Σελινούσιοι ἐπαναστάντες ἀπέκτεινον.「セリヌース人たちは立って彼を殺した」（ヘロドトス『歴史』5.46.11）

では、人称代名詞「彼を」(μιν)は文末の「殺した」(ἀπέκτεινον)の目的語であるのに、「セリヌース人たち」(οἱ Σελινούσιοι)の定冠詞(οἱ)の後ろに小辞「γάρ」とともに置かれている。
アクセントのない接語には、小辞・代名詞の接語形・動詞がある。主節の動詞はヴェーダ語ではアクセントを持っていない。ただし、どの語にアクセントがないかを知るのは難しい場合も多い。
ヴァッカーナーゲル以後にヒッタイト語などのアナトリア語派が発見されると、この語派にもはっきりと同じ現象が見られることが明らかになった。また線文字Bで書かれたミケーネ・ギリシャ語にも同様の特徴が見られた。とくにヒッタイト語は複数の接語がこの位置におかれることで有名で、通常は3語以下だが、5語並ぶことも珍しくない。
インド・ヨーロッパ語族のうちロマンス語派とゲルマン語派以外の各語派に同じ現象が見られる。
ヴァッカーナーゲルはドイツ語などに見られるV2語順も、この法則を受けついだものと考えた。しかし、これは偶然の一致に過ぎない可能性が高い。
同じ現象はインド・ヨーロッパ語族以外にも見られることがある。その機能としては文頭を題目または焦点として前景化する働きがあると考えられる。